# Polypodium vidgenii
Polypodium vidgenii là một loài dương xỉ trong họ Polypodiaceae. Loài này được Hort. mô tả khoa học đầu tiên năm 1912.
Danh pháp khoa học của loài này chưa được làm sáng tỏ. 